# José Manuel Ribeiro da Silva
Pour les articles homonymes, voir Ribeiro.
José Manuel Ribeiro da Silva est un coureur cycliste portugais né le 16 février 1935 à Paredes et mort le 9 avril 1958.

## Biographie
Il meurt dans un accident de moto. 

## Palmarès
- 1954
  - 2e du championnat du Portugal sur route
- 1955
  - Tour du Portugal :
    - Classement général
    - 1rea, 1reb et 12eb étapes
- 1956
  - 8ea étape du Tour du Portugal
  - 2e du Tour du Portugal
- 1957
  - Paris-Évreux
  - Tour du Portugal :
    - Classement général
    - 4ea et 9e étapes

  - 4e du Tour d'Espagne

## Résultats sur les grands tours

### Tour de France
1 participation
- 1957 : 25e

### Tour d'Espagne
1 participation
- 1957 : 4e

## Distinctions
- Cycliste de l'année du CycloLusitano : 1955 et 1957